# Bojan Pollak
Bojan Pollak - Bojč, rojen 1943, slovenski gorski vodnik iz Kamnika, tudi gorski vodnik z mednarodno licenco IFMGA.
Bojan Pollak je inženir strojništva in gorski vodnik od 1975. Je član Združenja gorskih vodnikov Slovenije. V planine je začel zahajati leta 1947, z alpinizmom pa se je začel ukvarjati leta 1966. Opravil je več kot 220 alpinističnih tur, od tega 120 prvenstvenih. Bil je član treh himalajskih odprav. Na tečaju za vodnike v Nepalski šoli je sodeloval sedemkrat.
Deluje v raznih organih planinskega društva in PZS, v alpinistični šoli in pri usposabljanju članov PD.